# Хартенштајн (Саксонија)
Хартенштајн (њем. Hartenstein) град је у њемачкој савезној држави Саксонија. Једно је од 33 општинска средишта округа Цвикау. Према процјени из 2010. у граду је живјело 4.934 становника. Посједује регионалну шифру (AGS) 14524090.

## Географски и демографски подаци
Хартенштајн се налази у савезној држави Саксонија у округу Цвикау. Град се налази на надморској висини од 360 метара. Површина општине износи 36,7 km². У самом граду је, према процјени из 2010. године, живјело 4.934 становника. Просјечна густина становништва износи 134 становника/km².